# Božidar Senčar
Božidar Senčar (Zagreb, 28. rujna 1927. – Luxembourg, 27. lipnja 1987.), poznat kao Senko, nekadašnji je hrvatski nogometaš. Nogomet je započeo igrati u mlađim uzrastima zagrebačkih klubova Concordije i ZET-a. Nakon Drugog svjetskog rata igra za zagrebački Dinamo, te jednu sezonu za beogradski Partizan. U Hajduk dolazi 1953. na Bajdin nagovor te uskoro odlazi s Hajdukom na poznatu turneju po Južnoj Americi. U sezoni 1954./55. član je NK Zagreba, a nakon toga igra u njemačkom Bayernu i nizozemskoj NAC Bredi. Za jugoslavensku reprezentaciju odigrao je tri utakmice i postigao jedan pogodak.

## Nogometne vještine
Za Senka se kaže da je bio uporan, strahovito brz i imao topovske udarce koje je pucao s udaljenosti od 20 ili 30 metara prema protivničkoj branci. Bio je izuzetno vješt u izvođenju kornera, a jednom je kao igrač Dinama dao Ponziani iz Trsta gol felšom iz kornera.

## Statistika

### Hajduk
Za Hajduk je odigrao 58 utakmica i postigao 33 gola.
Statistika u Hajduku
| Natjecanje        | Nastupi | Zgoditci |
| ----------------- | ------- | -------- |
| Prvenstvo         | 23      | 8        |
| Kup               | 4       | 2        |
| Superkup          | 0       | 0        |
| Međunarodne       | 0       | 0        |
| Splitski podsavez | 0       | 0        |
| Ukupno            | 27      | 10       |
| Prijateljske      | 31      | 23       |
| Sveukupno         | 58      | 33       |

### Dinamo
| Natjecanje  | Nastupi | Zgodici |
| ----------- | ------- | ------- |
| Prvenstvo   | 54      | 29      |
| Kup         | 10      | 9       |
| Međunarodne | 1       | 0       |
| Ukupno      | 65      | 38      |

### Partizan
| Natjecanje   | Nastupi | Zgodici |
| ------------ | ------- | ------- |
| Prvenstvo    | 23      | 7       |
| Kup          | 2       | 0       |
| Međunarodne  | 9       | 7       |
| Ukupno       | 34      | 14      |
| Prijateljske | 59      | 61      |
| Sveukupno    | 93      | 75      |